# Edmonds Community College

Edmonds College est un college américain situé à Lynnwood, Etat de Washington, proche de Seattle (Washington). Plus de 21 000 étudiants prennent chaque année des crédits pour y suivre des cours en vue d'obtenir un certificate (diplôme d'enseignement collégial), ou accéder au premier degré universitaire.

## Histoire et direction
Créé en 1967, et dirigé par le Conseil de Communauté de l'État de Washington et des lycées techniques, le lycée est accredité par la Commission des lycées et universités du Nord-Ouest.
Le comité d'administration d'Edmonds College est composé de cinq membres nommés par le gouverneur de l'État de Washington. Chaque membre est assigné pour cinq ans et doit résider dans le quartier du lycée.  Le comité, au nom des citoyens du quartier du college, assure la comptabilité de Edmonds College.
Auparavant nommé Edmonds Community College, le Collège a changé son nom en 2020 pour refléter une modernisation de son campus ainsi que le fait qu'il est maintenant proposé plusieurs licences de sciences appliquées (Bachelor's of Applied Science Degrees).